# Agudos
Agudos es un municipio brasilero localizado en el centro-oeste del estado de São Paulo, a 330 kilómetros de la capital, siendo el acceso por la Carretera Marechal Rondon. Su posición geográfica es 47°4'39" de longitud oeste y 22°53'20" de latitud sur.

## Geografía

### Hidrografía
- Río Lençóis
- Río Turvo
- Río Batalla

### Carreteras
- SP-273
- SP-300

## Demografía
| Población histórica del municipio | Población histórica del municipio | Población histórica del municipio | Población histórica del municipio |
| Año                               | Población                         |                                   | %±                                |
| --------------------------------- | --------------------------------- | --------------------------------- | --------------------------------- |
| 1920                              | 15 702                            |                                   |                                   |
| 1940                              | 22 352                            |                                   | 42,4%                             |
| 1950                              | 16 751                            |                                   | −25,1%                            |
| 1960                              | 17 075                            |                                   | 1,9%                              |
| 1970                              | 18 543                            |                                   | 8,6%                              |
| 1980                              | 24 478                            |                                   | 32,0%                             |
| 1991                              | 31 706                            |                                   | 29,5%                             |
| 2000                              | 32 484                            |                                   | 2,5%                              |
| 2010                              | 34 524                            |                                   | 6,3%                              |
| 2022                              | 37 680                            |                                   | 9,1%                              |
| [ 6 ] [ 7 ] [ 8 ] [ 9 ]           |                                   |                                   |                                   |

Datos del Censo - 2000
Población total: 32.484
- Urbana: 30.692
- Rural: 1.792
- Hombres: 16.146
- Mujeres: 16.338

Densidad demográfica (hab./km²): 33,57
Mortalidad infantil hasta 1 año (por mil): 16,67
Expectativa de vida (años): 70,79
Tasa de fecundidad (hijos por mujer): 2,23
Tasa de alfabetización: 91,39%
Índice de Desarrollo Humano (IDH-M): 0,786

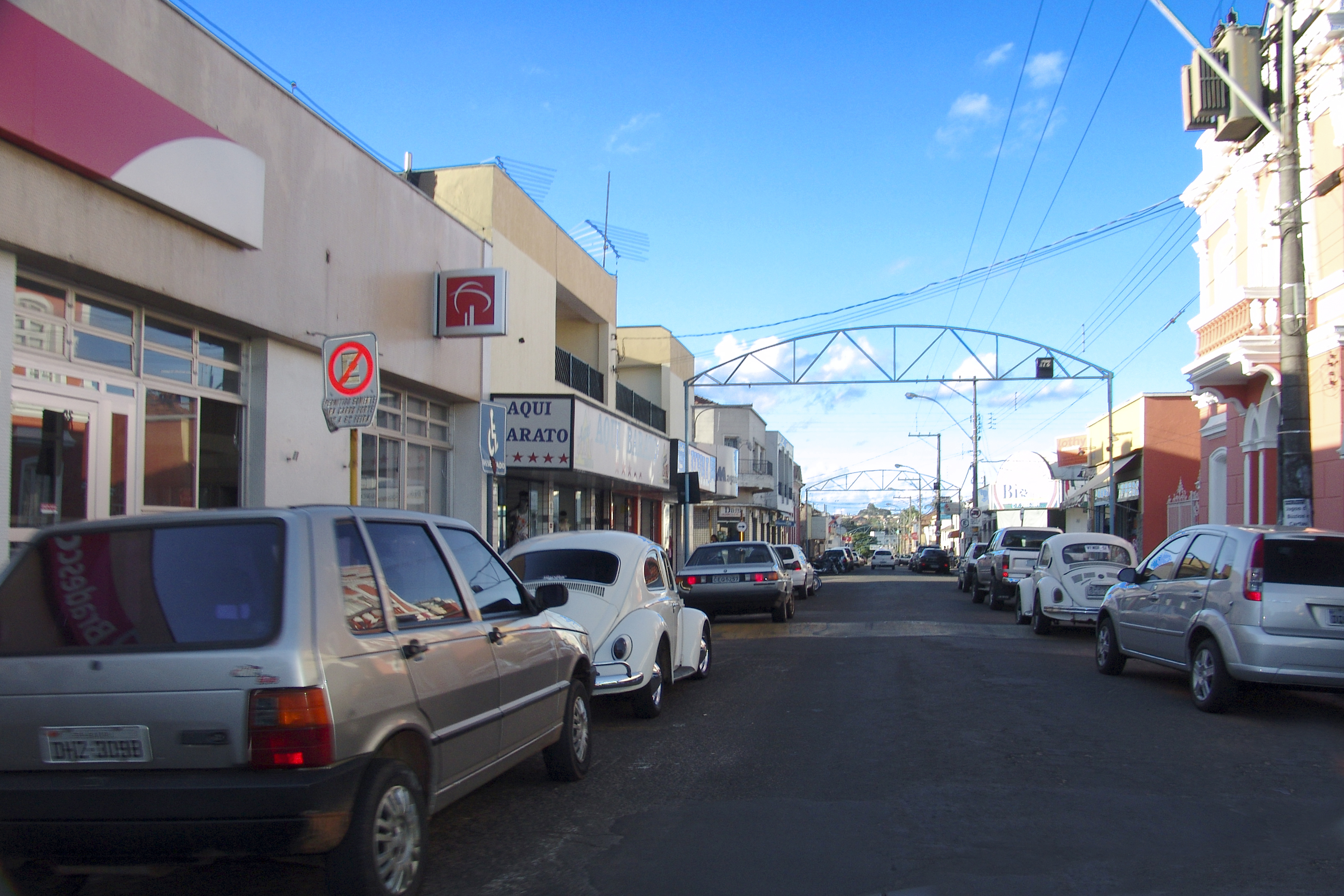
Una de las calles del centro.

- IDH-M Salario: 0,705
- IDH-M Longevidad: 0,763
- IDH-M Educación: 0,889

(Fuente: IPEAFecha)

## Economía
Agudos tiene su economía basada en la agricultura y ganadería, teniendo también algunas industrias importantes como Duratex y Ambev.
La producción agrícola municipal se divide en los cultivos de:
- Abacaxi
- Caña de azúcar
- Mandioca
- Maíz
- Naranja
- Limão
- Tangerina
- Batata dulce

Se destaca también la producción de madera. La industria Duratex posee extensas reservas en el municipio que son administradas por Duraflora.
Agudos también posee una destacada producción ganadera:
- Bovinos (70 mil cabezas)
- Porcinos (10 mil cabezas)
- Avícolas (300 mil aves)

## Administración
- Prefecto: Ewerton Octaviani (2009/2012)
- Viceprefecto:
- Presidente de la cámara: (2009/2010)